# Grušena
Grušena – wieś w Słowenii, w gminie Kungota. 1 stycznia 2018 liczyła 121 mieszkańców.